# リプトン・ティーアンドインフュージョン
リプトン・ティーアンドインフュージョン(英語: Lipton Teas and Infusions)は、オランダ・ロッテルダムに本社を置き、紅茶やハーブティーなどを製造販売する企業である。

## 概要
ユニリーバが紅茶事業の大半を売却するのに伴い2021年にエカテラ(英語: Ekaterra)として分社化された。「エカテラ」はサンスクリット語で「唯一無二」や「約束」を意味する「eka」と、ラテン語で「地球」や「大地」を意味する「terra」を組み合わせた造語である。
2021年11月にユニリーバとCVC キャピタル・パートナーズとの間で45億ユーロでの売却が合意に達した。 売却は2022年7月に行なわれ、その後主力ブランドであるリプトンの名を冠した現在の社名に変更された。 なお、インド、インドネシア、ネパールでの紅茶事業およびペプシコとの合弁であるペットボトル飲料の販売事業については売却の対象となっていない 。

## 歴史
ユニリーバは1938年にリプトンを買収して紅茶事業に参入。世界に先駆けてティーバッグを量産し、アメリカを中心に大ヒットさせた。その後、1984年にはブルックボンドを、2013年にはオランダのT2を、2017年にはスターバックスからTazoを買収するなど紅茶事業を拡大させていった。
しかし、スターバックスなどのコーヒーチェーン店の台頭などにより消費者の嗜好が紅茶からコーヒーに移り、2017年6月から2018年5月までのイギリスでの紅茶の消費量が前年比9億杯減となるなどの影響があった結果、ユニリーバの2019年第四四半期（9月 -12月）の中核事業の売上高が10年ぶりの低水準の伸びに留まったことから、2020年に入り紅茶事業の売却を検討し始めた。
紅茶事業の売却にあたってはカーライル・グループやアドベント・インターナショナルも買収に名乗りを挙げたが、最終的にCVCキャピタルに売却することで合意に至った。
2022年8月、エカテラはロシアにおける紅茶製品の製造および販売から2022年中に撤退することを発表した。

## 主なブランド
- リプトン
- ブルックボンド（英語版）
- PGティップス（英語版）
- Laojee (スリランカのみ)
- Pukka
- Red Rose Tea
- Salada
- Tazo
- T2

## 日本法人
ユニリーバの紅茶事業の分社化に伴い、ユニリーバ・ジャパンは2021年3月にユニリーバ・ティーMSOジャパン株式会社を設立。同年8月にエカテラ・ジャパン・サービス株式会社に商号変更のうえ10月1日より業務を開始し、ユニリーバ・ジャパンの紅茶事業を分社化した。
エカテラの社名変更に伴い、2024年1月1日付でリプトン・ティーアンドインフュージョン・ジャパン・サービス株式会社に商号変更した。
発足当初はユニリーバ・ジャパンと同じく東京都目黒区上目黒の中目黒GTタワーに本社を置いていたが、2023年1月に現在地に移転した。
日本で販売されているリプトンブランドの製品の大半は国内で製造されており、製造部門としてリプトン・ティーアンドインフュージョン・ジャパン株式会社（旧：ユニリーバ・ティー・マニュファクチャリング・ジャパン株式会社→エカテラ・ジャパン株式会社）があり、静岡県周智郡森町に工場がある。